# 2009 au Tchad
Chronologie de l'Afrique
2007 au Tchad - 2008 au Tchad - 2009 au Tchad - 2010 au Tchad - 2011 au Tchad
2007 par pays en Afrique - 2008 par pays en Afrique - 2009 par pays en Afrique - 2010 par pays en Afrique - 2011 par pays en Afrique

## Chronologie

### Janvier 2009
- Jeudi 29 janvier 2009 : Les autorités du Tchad accusent le Soudan d'avoir participé à la création de l'Union des forces de la résistance (UFR), nouvel organe réunissant les principales factions rebelles tchadiennes.

### Mars 2009
- Mardi 3 mars 2009 : La Pologne décide de maintenir jusqu'à fin novembre sa mission militaire au Tchad, qu'elle voulait supprimer précédemment en raison de coupes budgétaires. Au-delà du 15 mars, la mission de l'Union européenne se transformera en mission de l'ONU. Le contingent polonais comptera 330 personnes contre 400 actuellement. La mission se prolongera jusqu'au 15 septembre, mais le départ effectif devrait avoir lieu fin novembre.

- Vendredi 6 mars 2009 : Tentative d'assassinat par balles contre le ministre de l'Intérieur et de la Sécurité publique, Ahmat Mahamat Bachir. Il a été blessé mais ses jours ne sont pas en danger.

- Dimanche 15 mars 2009 : La force européenne Eufor, déployée depuis un an au Tchad et en République centrafricaine, laisse la place à la Mission des Nations unies Minurcat, lors d'une cérémonie à Abéché.

### Avril 2009
- Mardi 7 avril 2009 : Un légionnaire français forcené, membre de la Minurcat 2, a tué avec son arme de service trois autres soldats, membres du 2e régiment étranger d'infanterie de Nîmes (Gard) — deux légionnaires et un Togolais — à Abéché avant de prendre la fuite. Les militaires étaient stationnés au Camp des Étoiles. La prévôté, les autorités tchadiennes et les militaires de l'Eufor Tchad/RCA participent aux recherches menées pour arrêter le fuyard[1].

- Mercredi 8 avril 2009 : Le légionnaire qui a été pris d'un « coup de folie » et a tué la veille trois autres militaires avant de prendre la fuite est rattrapé et interpellé.

- Mardi 21 avril 2009 : Dans l'affaire de l'enlèvement au Darfour des deux femmes de l'ONG Aide médicale internationale, les autorités tchadiennes démentent tout contact avec les ravisseurs, contredisant ainsi la version des preneurs d'otages. Selon le ministre de la Communication et porte-parole du gouvernement, Mahamat Hissène : « Le gouvernement tchadien n'a aucun contact avec ce groupe. Une fois de plus, le Soudan veut coûte que coûte nous impliquer dans cette affaire ».

- Samedi 25 avril 2009 : Le ministère espagnol de la Défense annonce que le contingent espagnol, déployé au sein de la force européenne Eufor, quittera le Tchad lundi à l'issue de sa mission. « Dans sa majeure partie, il quittera le pays lundi 27 avril », le reste du personnel, de même qu'une équipe chargée d'organiser le retour, restera à N'Djamena jusqu'au 29 mai. Un total de 300 soldats espagnols ont été déployés au Tchad depuis juin 2008 dans le cadre de la mission européenne.

### Mai 2009
- Lundi 4 mai 2009 :
  - Le Tchad et le Soudan signent au Qatar un accord en vue d'une réconciliation alors que leurs relations sont mauvaises en raison des rébellions actives sur leurs territoires. Le Soudan accuse le Tchad de fournir des armes et des munitions au JEM qui avait lancé en 2008 une attaque sans précédent sur les faubourgs de Khartoum, alors que le Tchad accuse le Soudan d'avoir participé à la création de l'Union des forces de la résistance, nouvel organe réunissant les principales factions rebelles tchadiennes.
  - Des colonnes armées de rebelles sont entrées dans l'est du Tchad  en provenance du Soudan avec « plusieurs centaines de véhicules » et prennent position « sur la ligne entre Goz Beïda et Abéché », mais aucun accrochage n'a eu lieu jusqu'ici avec l'armée tchadienne. Des avions « Épervier » de l'armée tchadienne ont survolé les colonnes rebelles[2].

- Mardi 5 mai 2009 : Le gouvernement tchadien accuse le Soudan d'avoir lancé « plusieurs colonnes armées » contre le Tchad, deux jours après la signature à Doha d'un nouvel accord qui visait à réconcilier les deux pays voisins.

- Mercredi 6 mai 2009 : Une brève bataille a opposé les troupes rebelles aux forces gouvernementales dans le sud-est du Tchad, près des frontières du Soudan et de la République centrafricaine.

- Jeudi 7 mai 2009 :
  - Une importante bataille, près d'Am-Deressa, au sud d'Abéché, entre les forces rebelles et l'armée tchadienne aurait fait 146 morts (125 rebelles et 21 soldats tchadiens), selon l'état-major de l'armée tchadienne qui aurait aussi fait prisonnier 152 autres rebelles, dont un commandant en chef et un chef d'escadron des troupes de la rébellion. De son côté, l'armée tchadiennes compte 30 blessés. Selon le ministre de la Défense par intérim Adoum Younousmi, « la colonne qui est entrée [dans Am Dam] a été complètement annihilée »; les rebelles étaient munis d'équipements sophistiqués, dont du matériel de communication de haute technologie.
  - Selon le ministre de l'Intérieur et de la sécurité Ahmat Mahamat Bachir, une deuxième colonne de rebelles se trouverait dans la région de Sila près de la frontière avec la République centrafricaine. Les éléments de cette colonne auraient tué des civils et pillé des commerces. Les troupes tchadiennes étaient en passe de l'acculer contre la frontière.

- Vendredi 8 mai 2009 :
  - De « violents combats » opposent à nouveau troupes rebelles et forces gouvernementales tchadiennes près d'Abéché. Les rebelles auraient perdu quelque 100 combattants et les militaires 1. Les autorités tchadiennes affirment avoir pris l'avantage sur la rébellion lors des combats et « ratisser » la région.
  - Les membres du Conseil de paix et de sécurité de l'Union africaine se sont retrouvés à Addis-Abeba en Éthiopie pour s'entretenir de la situation au Tchad.

- Samedi 9 mai 2009 :
  - Selon le ministre de la Défense par intérim Adoum Younousmi, les combats de jeudi et vendredi constituent « une victoire décisive » de l'armée contre les rebelles venus du Soudan.
  - La rébellion assure vouloir continuer sa route vers N'Djamena en dépit des condamnations internationales. Les rebelles se trouvaient dans les environs de Haouich, où ils ont affronté l'armée vendredi.
  - Le président Idriss Deby Itno, dans un discours depuis le palais présidentiel, affirme que son pays fait face à une offensive rebelle venue du Soudan et qu'il envisage de rompre les relations diplomatiques avec Khartoum et de « retirer sa confiance » à l'Union africaine : « Le gouvernement doit réévaluer les relations entre le Soudan et le Tchad et envisage le moment venu, si la situation n'a pas évolué positivement, la rupture de ces relations […] À cet effet, les centres culturels soudanais doivent être fermés et les écoles financées par le Soudan doivent être reprises par le gouvernement tchadien ».

- Dimanche 10 mai 2009 : Selon une source militaire française, l'armée tchadienne a remporté une « victoire nette » sur les rebelles venus du Soudan lors des affrontements des derniers jours, estimant que les combats étaient « dans une phase finale ». « Il y a une reconcentration de colonnes dans le sud-est, le long de la frontière » ce qui semble indiquer que les rebelles quittent le pays.

- Mercredi 13 mai 2009 : Quelque dix mille Tchadiens ont participé, place de l'indépendance à N'Djamena, à un rassemblement « contre l'agression soudanaise ». Sur les banderoles étaient inscrits les slogans suivants : « À bas el-Béchir le traître! », « Le peuple tchadien n'acceptera pas la vassalisation » et « Hommage aux forces de défense et de sécurité ». Le président Idriss Deby Itno explique : « Le 4 mai dernier, les colonnes de mercenaires à la solde du régime de Khartoum, à bord de plus de 800 véhicules lourdement armés, ont franchi la frontière pour attaquer les positions de l'armée tchadienne […] Les aventuriers ont une fois de plus mordu la poussière […] Je voudrais rassurer le peuple tchadien: nos forces de défense et de sécurité ont le contrôle et la maîtrise totale de la situation […] Je ne permettrai jamais aux aventuriers de tous bords de venir troubler la quiétude du peuple tchadien ».

- Vendredi 15 mai 2009 : Selon des observateurs étrangers, la plupart des rebelles tchadiens, ont quitté le Tchad pour le Soudan : « Malgré les affirmations des rebelles qui veulent faire croire qu'ils sont toujours au Tchad, ils sont pour la plupart au Soudan […] L'armée tchadienne est d'ailleurs revenue à ses positions à la frontière comme avant l'attaque […] Les rebelles qui sont encore au Tchad sont ceux qui sont à pied après avoir fui des combats […] le gros des forces rebelles s'est enfoncé dans le territoire soudanais ». Selon un bilan officiel, 225 insurgés ont été tués et 212 faits prisonniers depuis le début de l'offensive le 4 mai.

- Dimanche 17 mai 2009 : Le ministre de la Défense, Adoum Younousmi, annonce que l'armée tchadienne s'est retirée du Soudan après avoir « nettoyé tous les nids » de rebelles qui s'y étaient réfugiés, que N'djamena et Khartoum n'avaient jusqu'ici évoqué que des raids aériens.

- Mercredi 20 mai 2009 : Les autorités tchadiennes ont exposé au centre-ville de N'Djamena une partie des prises de guerre, une cinquantaine de véhicules avec la mention UFR, des missiles dont des Milan et des armes lourdes, canons de 106 et 105 mm, des mitrailleuses lourdes, ainsi que des automitrailleuses de fabrication russe et chinoise, récupérés face aux rebelles lors de leur dernière offensive. Le président Idriss Deby Itno explique : Voila les preuves que le gouvernement de Khartoum est décidé à détruire le Tchad par mercenaires interposés […] Tous ceux qui demandent le départ de Deby ou la destruction du Tchad se trompent. Ils ne l'obtiendront pas […] le Tchad ne [peut] être changé par les armes […] Une nouvelle offensive dans les prochains jours paraît difficile […]Les rebelles ont encaissé une sévère défaite. Toutefois, les chefs rebelles ont survécu aux combats et les rebelles conservent encore d'importants moyens en matériel et en hommes.

- Dimanche 31 mai 2009 : Selon une étude publiée par l'ONG Physicians for Human Rights, menée auprès des femmes qui ont fui le conflit du Darfour, un tiers d'entre elles ont été violées et la plupart redoutent de subir des sévices sexuels dans les camps de réfugiés au Tchad. La moitié des viols perpétrés au Darfour sont attribuables aux milices Janjawid, alliées au gouvernement de Khartoum, et le reste aux villageois tchadiens, près des camps de réfugiés gérés par l'ONU. Ils s'attaquent aux femmes quand elles vont chercher du bois ou du fourrage pour le bétail en dehors du camp. L'ONG souhaite que ces viols, qualifiés de crime de guerre, soient jugés, et engage la Cour criminelle internationale à lancer des mandats d'arrêts contre les principaux suspects soudanais. Les médecins demandent aussi une meilleure protection des réfugiés au Tchad par la police locale et les soldats de la paix, protégeant notamment la quête de bois[3].

### Juin 2009
- Mercredi 3 juin 2009 : Le Bureau de la coordination des affaires humanitaires de l'ONU (Ocha) révèle qu'au moins 6 enfants ont été tués les 14 et 29 mai lors de deux accidents impliquant des munitions non explosées aux environs de Koukou Angarana et de Goz Beïda (est), un secteur où venait de se dérouler une offensive rebelle. Début mai, des rebelles tchadiens assurant viser N'Djamena avaient lancé une offensive de grande envergure en passant près de Goz Beïda, laissant derrière eux beaucoup de munitions non explosées (UneXploded Ordnance), « de mauvaise qualité, souvent de fabrication chinoise », souvent des grenades ou des roquettes. Il n'y a pas de recensement systématique du nombre d'accidents mais ceux-ci sont « fréquents » et concernent essentiellement des enfants. En décembre, l'Ocha estimait que les accidents causés par la manipulation de munitions non explosées avaient fait 77 morts et plus de 200 blessés, à 80 % des enfants, depuis 2007 au Tchad[4].

- Lundi 8 juin 2009 : Le chef de l'État, Idriss Deby Itno, décrète un deuil national de 3 jours, par solidarité avec le Gabon, en l'honneur du président gabonais Omar Bongo Ondimba, « un grand ami ». Selon le décret, « durant cette période, les drapeaux seront mis en berne […] et toute manifestation à caractère festif est interdite »[5].

- Vendredi 12 juin 2009 : Mort du général Félix Malloum (77 ans), des suites d'un arrêt cardiaque à l'hôpital américain de Neuilly à Paris. Il avait pris la tête d'un Conseil supérieur militaire (CSM), mis en place à la suite du coup d'État de 1975 contre le premier président du Tchad, François Tombalbaye. Chassé du pouvoir par Hissène Habré et contraint à l'exil en 1979, il était revenu au Tchad en mars 2002 et promu général de division par le président Idriss Deby[6].

### Août 2009
- Mercredi 5 août 2009 : Deux employés de l'organisation humanitaire Médecins sans frontières — un expatrié de nationalité grecque et un de nationalité tchadienne — sont « portés disparus » lors d'une attaque à main armée dans la nuit dans le secteur d'Adé, à la frontière soudanaise. L'employé tchadien est libéré dès le lendemain.

### Septembre 2009
- Mardi 1er septembre 2009 : L'employé grec de Médecins sans frontières, qui avait été enlevé début août après une attaque à main armée, a été libéré.

### Octobre 2009
- Vendredi  16 octobre 2009 : Le président Idriss Deby Itno est reçu au Palais de l'Élysée par le président français Nicolas Sarkozy. La France est présente militairement avec quelque 1 300 hommes au sein du dispositif Epervier, déployé pour une mission de formation et d'assistance logistique et sanitaire à l'armée tchadienne et quelque 150 hommes au titre de l'Eufor en cours de désengagement. Au titre de ce dispositif, les forces françaises mettent en œuvre 6 avions de chasse Mirage F1, un détachement d'hélicoptères de l’armée de terre, un appareil de ravitaillement en vol C-135 et trois avions de transport C-160 Transall.

- Samedi 24 octobre 2009 : Le responsable d'une agence gouvernementale tchadienne d'aide aux réfugiés, Michel Mitna, a été tué dans une embuscade à Guéréda, et son chauffeur blessé, à environ 110 km au nord-est d'Abéché, non loin de la frontière avec le Darfour. Il était le responsable local de la Commission nationale d'accueil et de réinsertion des réfugiés (CNAR), chargé avec le HCR d'« aider et protéger les réfugiés et les déplacés dans cette région instable ». Selon le HCR, il s'agit de la 51e attaque armée contre des humanitaires dans l'est du Tchad depuis le début de l'année, dont 31 contre des véhicules appartenant au HCR et à ses partenaires[7].

### Novembre 2009
- Jeudi 5 novembre 2009 : Le conseil des ministres décide que 6 ministres et secrétaires d'État pourront être entendus par la justice pour une affaire de corruption liée à l'attribution d'un marché public et qui a déjà vu l'inculpation et l'incarcération du secrétaire général et d'un conseiller de la présidence : « Le ministre de l'Education nationale, Abdramane Koko, son secrétaire d'État à l'Éducation chargé de l'Enseignement de base, Mme Kadidja Hassaballah, le ministre de la Santé publique, Ngombaye Djaibe, le ministre Secrétaire général du gouvernement, Limane Mahamat, le secrétaire d'État chargé du Budget, Boukar Gana, la secrétaire d'État à l'Agriculture, Fatimé Issa Ramadane, sont concernés par cette décision »[8].

- Lundi 9 novembre 2009 : Un travailleur humanitaire français du Comité international de la Croix-Rouge (CICR), Laurent Maurice, un agronome qui se trouvait dans la région pour évaluer les récentes récoltes, est enlevé dans l'est du Tchad par plusieurs hommes armés dans le village de Kawa, à dix kilomètres de la frontière avec le Soudan.

- Mardi 9 novembre 2009 : Le général tchadien, Oki Dagache, responsable de la Conafit (organisme officiel chargé de faire le lien entre les organisations humanitaires, les autorités et la force internationale déployée au Tchad), critique le CICR et l'ONG Médecins sans frontières, qui refusent les escortes armées.

- Vendredi 13 novembre 2009 :
  - Les ravisseurs de l'employé français du CICR enlevé lundi exigent 1 million d'euros contre sa libération, alors que le bureau de coordination des affaires humanitaires des Nations unies (OCHA) annonce que 6 ONG quittent temporairement l'est du Tchad, où  récemment, privant 37 000 personnes d'assistance. 190 incidents contre des humanitaires ont déjà été enregistrés dans l'est du Tchad en 2009, dont des détournements de véhicule, des rapts ou des attaques, contre 110 en 2008. Au total, 70 ONG travaillent dans l'est du Tchad, où elles apportent leur aide à environ 300 000 réfugiés soudanais, 168 000 déplacés tchadiens et 700 000 villageois[9].
  - Le général tchadien, Oki Dagache estime que le rapt du travailleur humanitaire de la Croix-Rouge a été fait par « malfrats venus du Soudan » qui sont retournés avec leur otage au Darfour. Le général demande à toutes les ONG de « coordonner » tous leurs déplacements « avec la Conafit et le commandant des opérations du détachement intégré de la sécurité, basés à Abéché » estimant que « le non-respect de cette procédure, outre qu'il entraînerait de graves risques pour la vie de vos personnels, pourrait également, en cas d'incident grave, porter atteinte à l'image du Tchad  », avertissant que « toute organisation qui ne se conformera pas à cet impératif de coordination et d'information pourra voir ses activités dans ces zones remises en cause » dans l'est du Tchad[10].

### Décembre 2009
- Jeudi 3 décembre 2009 : La justice tchadienne ordonne la saisie de toutes les publications du journal « La Voix », estimant que le journal n'est pas en règle sur le plan administratif.

- Dimanche 6 décembre 2009 : L'Unicef se déclare « très préoccupé » par la situation alimentaire au Tchad dans le Kanem et le Bahr-el-Ghazal (ouest), selon le responsable de cette organisation dans le pays, le docteur Marzio Babille : « Selon les autorités, il y a des situations de famine dans certains petits villages et il faut agir vite […] Il faut accélérer les discussions pour agir vite. Si on ne le fait pas, la situation va empirer. Il faut prévenir une crise. Il me semble impératif que les bailleurs de fonds qui ont l'argent le rendent disponible dans des délais réalistes […] C'est une nécessité ». En septembre 2008, une étude d'Action contre la faim (ACF) a montré que le taux de malnutrition aiguë globale était supérieur à 20 % alors qu'on estime qu'il ne doit pas dépasser 15 % ; « or, entre décembre 2008 et août 2009, la pluviométrie a été divisée par dix, passant de 1010 mm à 114 mm et la récolte a été nulle ou presque […] Le gouvernement a fait des efforts pour fournir du millet […] mais les stocks sont faibles. Il y a beaucoup de facteurs qui menacent une population déjà très vulnérable » dans des zones où la malnutrition est chronique[11].

- Jeudi 10 décembre 2009 : Un groupe inconnu, les Aigles de libération de l'Afrique, revendiquent l'enlèvement de 3 Français et menace d'en tuer un dans une semaine si la France ne négocie pas avec eux. Les ravisseurs menacent aussi de « viser les forces françaises au Tchad » et de « mener des opérations d'assassinat contre des diplomates français ». Les Aigles de libération de l'Afrique semblent être installés au Darfour (Soudan) et affirment détenir un employé français de la Croix-Rouge enlevé le 9 novembre dans l'est du Tchad, à une dizaine de kilomètres du Soudan et 2 membres français de l'ONG « Triangle GH » kidnappés à Birao, ville de la Centrafrique jouxtant le Darfour[12].

- Lundi 14 décembre 2009 :
  - Le représentant du président Idriss Deby, le général Oki Dagache, auprès de la mission des Nations unies au Tchad et en Centrafrique (Minurcat) accuse le renseignement soudanais d'être derrière les récents enlèvements de trois Français dans ces deux pays : « C'est un acte des services soudanais pour semer le désordre chez nous […] Ils sont contre le déploiement de l'ONU et des humanitaires chez nous. Ce sont les services soudanais qui ont enlevé les gens, je suis formel […] Ce sont des gens qui viennent du Soudan et repartent au Soudan. Ce sont des gens manipulés par des services de renseignement soudanais […] Ce sont des Janjawids, des miliciens de l'armée soudanaise, ils sont directement gérés par Salah Gosh », l'ancien chef des services de renseignement soudanais[13].
  - Des affrontements ont opposé ces dernières 48 heures des combattants de l'Union des forces de la résistance (UFR, rébellion), et l'armée du Tchad dans l'est du pays. Selon l'UFR, ces combats ont eu lieu lorsque « l'aviation tchadienne a tenté de bombarder ses positions à l'est du Tchad », dimanche et lundi, mais a été repoussée par sa défense aérienne. Les affrontements au sol ont « tué quatre civils et blessé des dizaines d'autres », les raids ont touché des populations civiles « aux alentours des villages Gadar, Route-Route et Djibel »[14].

- Vendredi  18 décembre 2009 : Un nouvel accrochage s'est produit entre l'armée tchadienne et un groupe de rebelles vendredi dans l'est du Tchad, dans le secteur de Tissi[Lequel ?], dans la zone des frontières avec la Centrafrique et le Soudan. Ce groupe pourrait être dirigé par le chef rebelle Adoum Yahoud.

- Mardi 22 décembre 2009 : Le journaliste camerounais Innocent Ebodé, directeur de l'hebdomadaire privé tchadien « La Voix », qui a été enlevé dimanche et expulsé du Tchad, affirme depuis la ville camerounaise de Kousséri, avoir été « soumis à un interrogatoire musclé » avec « des coups de poing sur les côtes » à N'Djaména : « On m'a demandé qui est le propriétaire du journal, qui le finance, si le financement vient de l'extérieur […] On m'a dicté un texte qui dit en substance que je ne dois plus mettre les pieds au Tchad, texte que j'ai signé sous la menace ». Expulsé du Tchad mi-octobre officiellement pour séjour irrégulier, Innocent Ebodé était retourné à N'Djamena début décembre. Pour son avocat, l'« enlèvement » vise à empêcher Innocent Ebodé d'assister à une audience prévue cette semaine, qui aurait permis de constater que la décision de saisie du 3 décembre « est devenue caduque »[15].

- Vendredi 25 décembre 2009 : Le Tchad et le Soudan s'engagent à poursuivre la normalisation de leurs relations souvent tumultueuses. Les discussions « se sont concentrées sur la poursuite du renforcement des efforts en vue de normaliser les relations entre les deux pays et d'appliquer ce sur quoi les deux parties se sont accordées […] Les deux pays œuvrent maintenant à rétablir la confiance entre eux ». Une paix entre le Tchad et le Soudan est jugée essentielle pour résoudre le conflit de plus de six ans au Darfour, et pour empêcher les infiltrations de rebelles tchadiens venant du Soudan et de rebelles soudanais venant du Tchad[16].